# Brozas
Brozas là một đô thị trong tỉnh Cáceres, Extremadura, Tây Ban Nha. Theo điều tra dân số 2006 (INE), đô thị này có dân số là 2248 người.
39°36′B 6°46′T / 39,6°B 6,767°T